# Power (película de 1928)
Power es una película estadounidense dirigida por Howard Higgin en 1928 rodada en  blanco y negro y sin sonido.